# Michel Bouillon
Pour les articles homonymes, voir Bouillon.

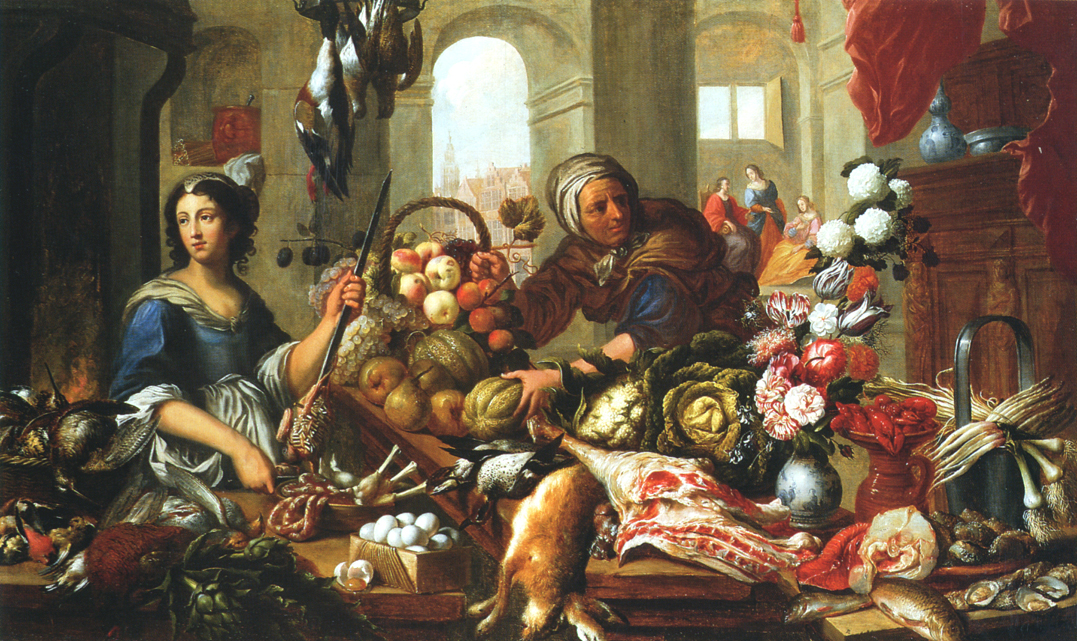
Intérieur de cuisine avec Jésus chez Marthe et Marie

Si l'on en croit le registre des peintres de Tournai, Michel Bouillon serait né à Hair. Prudents, Amaury de La Grange et Louis Cloquet qui, les premiers, exploitèrent ledit document ont proposé d'y reconnaitre "Aire", un toponyme dans lequel certains auteurs à leur suite on préféré le village d'Ère,,,,,, situé à quelques kilomètres au sud de Tournai. Il semble pourtant qu'il faille plutôt y reconnaitre une localité d'une certaine importance tel que Aire-sur-la-Lys, en France (Artois). En suivant ce même registre des peintres, nous apprenons[Qui ?] également que Michel Bouillon fut reçu maître de la guilde des peintres de Tournai le 18 novembre 1638 sans avoir au préalable suivi  sa formation de quatre années minimums auprès d'un maître peintre tournaisien.

## Biographie
L'arrivée tardive du peintre à Tournai, après sa formation dans une autre ville, est corroborée par ce que l'on sait de sa vie personnelle. Michel Bouillon était semble-t-il marié depuis peu puisque le 26 septembre 1639, son épouse, appartenant probablement à la famille Le Ricq, accoucha d'un premier fils prénommé Jean. Cette dernière étant tournaisienne, la venue de Michel Bouillon à Tournai ne serait-elle pas pour la rejoindre ? 
Deux ans plus tard, le 27 janvier 1641, naquit son second enfant, une fille, à qui fut donné le prénom de Marie. Le 8 avril 1657, Michel Bouillon eut, d'un second lit semble-t-il, un garçon prénommé Philippe-Joseph. Nous savons[Qui ?] en effet, grâce à une pièce de procès intenté à Michel Bouillon en août 1664 devant l'officialité de Cambrai, que le peinture avait alors à sa charge, plusieurs enfants d'une seconde union. Cette pièce de procès fait suite à une altercation que le peintre eut avec son fils.  

## Son atelier
L'atelier de Michel Bouillon fut le plus important de Tournai au XVIIe siècle. Il y reçut douze apprentis entre 1639 et 1677. S'il est vrai que ce chiffre peu paraitre dérisoire en rapport à certains ateliers d'Anvers, l'atelier de Michel Bouillon est comparait à celui d'un grand peintre tournaisien du XVe siècle.
À la suite de sa réception à la maîtrise tournaisienne, Michel Bouillon ouvrit rapidement son propre atelier. Nous savons[Qui ?] en effet que le 3 mars 1639, son atelier accueillit un certain Nicolas de la Valle, originaire de Lille nous est-il précisé dans le registre des peintres. Le 24 novembre 1644, le peintre reçut un nouvel apprenti, Jean del Motte (de Le Motte), fils de Jacques qui ne passa jamais sa maîtrise. Ce jeune peintre ne doit pas être confondu avec le peintre tournaisien spécialisé dans les trompes l'œil, Jean-François de Le Motte qui était quant-à-lui le fils d'un autre peintre local, Jean de Le Motte. Après la sortie de ce Jean del Motte de son atelier, Michel Bouillon accueillit un certain Charles de Fiennes originaire de Saint Omer, le 26 novembre 1648. Lui succéda Jean Mouckerque natif de Courtrai le 17 juillet 1653. À l'automne de 1565, Michel Bouillon avait alors deux apprentis, Jean de Mouckerque entré trois ans plus tôt et François de Lisse, natif de Tournai, admis le 1er septembre. Le 9 décembre 1659, ce fut au tour de sa fille Marie, alors âgée de dix-huit ans, d'entrer dans l'atelier paternel. Un an plus tard, le 14 juillet 1660, entra Pierre Herren. En 1663, le 5 novembre, Michel Bouillon accueille comme nouvel apprenti Nicolas Chevaillié, fils de Jean.

## Œuvres
Bien que Michel Bouillon soit spécialiste des natures mortes au sens large, nous savons[Qui ?] qu'en 1651 il reçut la commande de quatre grandes compositions pour l'église Saint-Brice se situant sur la rive droite de l'Escaut où il résidait alors,. Une Visitation inspirée de Rubens qui se trouvait naguère dans l'autel de Notre-Dame de Bonsecours et qui fut payée mille livres au peintre ; la seconde, se trouvant alors sur l'autel de saint Marcoul représentant le saint revêtu en habit de chœur guérissant les scrofuleux en la commune de Corbigny (Reims),. Ces deux toiles, inséraient dans des retables-portiques, on périt dans l'incendie de l'église en mai 1940. La troisième représentait une Chute des Anges rebelles et la dernière un "Dieu le Père en gloire et le Saint Esprit entouré d'anges".
Michel Bouillon travailla en outre pour la cité scaldienne en 1660 en réalisant "les quatre faces pour servir de feu de joye". Il s'agissait selon toute évidence, des quatre côtés entièrement décorés, de la structure pyramidale du grand bucher que la ville, au mois de mars, fit brûler à l'occasion de la paix signée entre Philippe IV d'Espagne, souverain des Pays-Bas, et Louis XIV.
- Fleurs encadrant un paysage avec la fuite en Égypte, au Musée des beaux-arts, à Tournai.
- Grand Buffet, au MUba Eugène-Leroy, à Tourcoing.
- Nature morte aux poissons (attribué à), Musée des beaux-Arts, à Bernay
- Nature morte aux oiseaux (attribué à), Musée des Beaux-Arts, à Bernay
- Jésus chez Marthe et Marie, huile sur toile, 1 986 × 275 cm, Arras, Musée des Beaux-Arts